# Leiopus bedeli
Leiopus bedeli är en skalbaggsart som beskrevs av Maurice Pic 1892. Leiopus bedeli ingår i släktet Leiopus och familjen långhorningar. Inga underarter finns listade i Catalogue of Life.